# Gubbatjärnen
Gubbatjärnen är en sjö i Ljusdals kommun i Hälsingland och ingår i Ljungans huvudavrinningsområde. Sjön har en area på 0,0587 kvadratkilometer och ligger 410 meter över havet. Sjön avvattnas av vattendraget Juån (Lillån).

## Delavrinningsområde
Gubbatjärnen ingår i det delavrinningsområde (690815-149027) som SMHI kallar för Inloppet i Hedsjön. Medelhöjden är 404 meter över havet och ytan är 11,29 kvadratkilometer. Det finns inga avrinningsområden uppströms utan avrinningsområdet är högsta punkten. Juån (Lillån) som avvattnar avrinningsområdet har biflödesordning 2, vilket innebär att vattnet flödar genom totalt 2 vattendrag innan det når havet efter 166 kilometer. Avrinningsområdet består mestadels av skog (99 procent). Avrinningsområdet har 0,06 kvadratkilometer vattenytor vilket ger det en sjöprocent på 0,5 procent.